# Scharrelaars
Scharrelaars (Coraciidae) zijn een familie van bontgekleurde, middelgrote vogels uit de orde scharrelaarvogels. Het zijn vogels uit streken met een warm klimaat. Er zijn twee geslachten en 12 soorten. 

## Leefwijze
De soorten uit het geslacht Coracias jagen vanuit een vaste zitplaats, vaak zitten ze op een hoge tak en ondernemen vanuit die positie duikvluchten om kleine gewervelde dieren zoals hagedissen of grote ongewervelde dieren zoals grote insecten; vaak soorten die door andere dieren niet gegeten worden omdat ze lange haren of schrikkleuren hebben.
De soorten uit het geslacht Eurystomus verschillen van de Coracias-soorten doordat ze een korte, brede snavel hebben. Hun jachtmethode is ook anders. Net als bijeneters vliegen ze rond door bijvoorbeeld zwermen termieten en andere insecten, dus niet vanuit een vast punt. 

## Verspreiding en leefgebied
De acht soorten uit het geslacht Coracias komen vooral in Afrika voor, behalve de Indische scharrelaar en de sulawesischarrelaar van Celebes. De gewone scharrelaar broedt tot in West-Europa, maar trekt 's winters naar Afrika. De soorten uit het geslacht Eurystomus komen van Afrika tot in Australië voor.

## Taxonomie
- Geslacht Coracias (negen soorten waaronder de gewone scharrelaar)
- Geslacht Eurystomus (vier soorten waaronder de dollarvogel)

Scharrelaars · Grondscharrelaars · IJsvogels · Todies · Motmots · Bijeneters